# Grive à tête noire
Catharus mexicanus
Espèce
Statut de conservation UICN

 LC  : Préoccupation mineure
La Grive à tête noire (Catharus mexicanus) est une espèce de passereau de la famille des Turdidae.
Son aire s'étend de la Sierra Madre orientale à l'ouest du Panama.